# Salicornia persica
Salicornia persica är en amarantväxtart som beskrevs av Akhani. Salicornia persica ingår i släktet glasörter, och familjen amarantväxter. Inga underarter finns listade i Catalogue of Life.